# Општина Сребреница
Општина Сребреница је општина у Републици Српској, БиХ. Сједиште општине је у насељеном мјесту Сребреница. Према коначним подацима Пописа становништва БиХ 2013. године за Републику Српску које је издао Републички завод за статистику а требало да преузме и објави Агенција за статистику Босне и Херцеговине, у општини Сребреница је пописано 11.698 (податак РЗС) или 13.409 (податак АГС) лица.

## Географија
Општина заузима површину од 527 km², a заједно са подручјем Осат захвата средишње рубно подручје источног дијела Републике Српске. Једним дијелом источни и цијели јужни дио општине лежи у завоју Дрине и представља састави дио ширег, веома живописног географског мозаика Подриња. Географски, територија општине, укупне површине 533,4 km², омеђена је сусједним општинама: са југа Рогатицом и Вишеградом, са запада Милићима, а са сјевера Братунцем. Њен источни дио силази на Дрину, која је истовремено и граница са Републиком Србијом. Урбано подручје града Сребренице простире се на сјеверним падинама површи Зелени Јадар, око уске долинске равни Црвене ријеке и Ћићевачког потока, саставница Крижевице.

### Рељеф
По геоморфолошком изгледу рељефа овдје се може издвојити пет цјелина:
1. Источни обронци планине Јавор — Чине хомогену цјелину палеозојских стијена, праћене терцијарним изливом лаве. Доминирају остаци заобљених вулканских купа обрасле бујном шумском вегетацијом, уским и стрмим тектонским процјепима, што је и утицало на њихову слабу међусобну повезаност комуникацијама. Простиру се јужно и југозападно од Сребренице. Површина предјела је тектонски разломљена, нарочито у средњем дијелу, гдје се појављује више долина кањонског и клисурастог типа са мањим ерозивним проширењима.
2. Површ Зелени Јадар — Ова благо заталасана површ изграђена је од кречњака и доломита тријаске старости, а прекривена растињем и травом. Флувијалног је карактера (обликовала ју је ријека Зелени Јадар са својим притокама). На странама изнад површи има пећинских отвора, што упућује на интензитет карстификације унутрашње кречњачке масе.
3. Висораван Осат — Карактерише је морфолошка разуђеност и орографски слијед динарског система (сјеверозапад, југоисток). На њој су висови: Чаурка (1072 м), Кварац (1087 м), Врањевина (1104 м), Лучева раван (1150 м), Бањево брдо (1128 м), Крк (1100 м), итд. Перспектива Осата је у развоју зимског туризма, с обзиром на повољне терене сјеверне експозиције и богатство сњежног покривача (од новембра до марта).
4. Планина Сушица — На крајњем југу доминира кречњачки непроходни масив Сушица (1243 м), са стрмим странама и литицама које гротескно надвисују корито Дрине. Ту је и једно од скровишта реликтног четинара Панчићева оморика.
5. Кањон Дрине — Овим кањоном, својом грандиозношћу, доминирају стрме и бијеле литице између кречњачких масива Таре и Сушице. На том мјесту доминантна је дубинска, а на излазу из клисуре, према Бајиној Башти и Скеланима, дошла је до изражаја бочна ерозија, што је морфолошки дефинисало котлину, пространију и равнију на десној, него на лијевој обали Дрине (Ристановић С, Река Дрина и Подриње, Београд 2000).

## Насељена мјеста
Подручје општине Сребреница чини 80 насељених мјеста:
- Бабуљице
- Бајрамовићи
- Беширевићи
- Блажијевићи
- Божићи
- Бостаховине
- Браковци
- Брежани
- Брезовице
- Бујаковићи
- Бучиновићи
- Бучје
- Велика Даљегошта
- Виогор
- Гај
- Гладовићи
- Гођевићи
- Горњи Поточари
- Гостиљ
- Димнићи
- Добрак
- Доњи Поточари
- Жабоквица
- Жедањско
- Калиманићи
- Карачићи
- Клотјевац
- Костоломци
- Крњићи
- Крушев До
- Кутузеро
- Лијешће
- Ликари
- Липовац
- Лука
- Љесковик
- Мала Даљегошта
- Међе
- Милачевићи
- Михољевине
- Моћевићи
- Ногачевићи
- Обади
- Опетци
- Ораховица
- Осатица
- Осмаче
- Осредак
- Пале
- Палеж
- Пећи
- Пећишта
- Петрича
- Подгај
- Подосоје
- Подравно
- Познановићи
- Постоље
- Прибидоли
- Прибојевићи
- Прохићи
- Пусмулићи
- Радошевићи
- Радовчићи
- Рађеновићи
- Ратковићи
- Сасе
- Скелани
- Скендеровићи
- Слатина
- Сребреница
- Староглавице
- Сулице
- Сућеска
- Токољак
- Топлица
- Ћићевци
- Урисићи
- Фојхар
- Црвица
- Шубин

У општини Сребреница постоји 20 мјесних заједница:
- Брежани
- Виогор
- Гостиљ
- Поточари
- Костоломци
- Крњићи
- Лука
- Ораховица
- Осатица
- Подравно
- Радошевићи
- Ратковићи
- Сасе
- Скелани
- Скендеровићи
- Сребреница
- Сућеска
- Топлица
- Црвица

Пријератна општина Сребреница је у цјелини ушла у састав Републике Српске.

## Становништво
Прије Другог свјетског рата, по попису становништва из 1931. године, Сребренички срез (обухватао данашње општине Сребреница и Братунац) имао је српску већину од 50,5 %.
Према попису становништва БиХ из 1991. године, општина Сребреница је имала 36.666 становника, распоређених у 81 насељеном мјесту. Према коначним подацима Пописа становништва БиХ 2013. године за Републику Српску које је издао Републички завод за статистику а требало да преузме и објави Агенција за статистику Босне и Херцеговине, у општини Сребреници је пописано или 11.698 (податак РЗС) или 13.409 (податак АГС) лица.
| Националност (град / некадашња општина) | 2013.                             | 1991.           | 1981.           | 1971.           |
| Муслимани/Бошњаци                       | 7.248 (54,05%) или 6.122 (52,33%) | 27.572 (75,19%) | 24.930 (68,69%) | 20.968 (62,85%) |
| Срби                                    | 6.028 (44,95%) или 5.467 (46,73%) | 8.315 (22,67%)  | 10.294 (28,36%) | 11.918 (35,72%) |
| Хрвати                                  | 16 (0,12%) или 14 (0,12%)         | 38 (0,10%)      | 80 (0,22%)      | 109 (0,32%)     |
| Југословени                             | —                                 | 380 (1,03%)     | 602 (1,65%)     | 121 (0,36%)     |
| остали и непознато                      | 117 (0,87%) или 95 (0,81%)        | 361 (0,98%)     | 386 (1,06%)     | 241 (0,72%)     |
| Укупно:                                 | 13.409 или 11.698                 | 36.666          | 36.292          | 33.357          |

|             | \| Демографија[1][2][4] \| Демографија[1][2][4] \| Демографија[1][2][4] \| \| Година \| Становника \| Становника \| \| -------------------- \| -------------------- \| -------------------- \| \| 1953. \| 10.826 \| \| \| 1961. \| 29.283 \| \| \| 1971. \| 33.357 \| \| \| 1981. \| 36.292 \| \| \| 1991. \| 36.666 \| \| \| 2013. \| \| ?11.698 ?13.409 \| |                 |
| Демографија | |                 |
| Година      | Становника | Становника      |
| 1953.       | 10.826 |                 |
| 1961.       | 29.283 |                 |
| 1971.       | 33.357 |                 |
| 1981.       | 36.292 |                 |
| 1991.       | 36.666 |                 |
| 2013.       | | ?11.698 ?13.409 |

## Политичко уређење

### Општинска администрација
Начелник општине представља и заступа општину и врши извршну функцију у Сребреници. Избор начелника се врши у складу са изборним Законом Републике Српске и изборним Законом БиХ. Општинску администрацију, поред начелника, чини и Скупштина општине. Институционални центар општине Сребреница је насеље Сребреница, гдје су смјештени сви општински органи.
Начелник општине Сребреница је Милош Вучић, испред коалиције свих српских странака, који је на ту функцију ступио након локалних избора у Босни и Херцеговини 2024. године. Састав Скупштине општине Сребреница је приказан у табели.

## Знамените личности
- Хамза Алић, атлетичар, специјалиста за бацање кугле.
- Пајсије Танасијевић, српски архимандрит
- Миленко Живановић, генерал-потпуковник Војске Републике Српске.
- Селман Селманагић, архитекта.
- Милорад Симић, српски филолог, лингвиста, лексикограф и информатичар.